# Korbinian Brodmann
Korbinian Brodmann, nemški nevrolog, * 17. november 1869, Liggersdorf, Nemčija, † 22. avgust 1918, München, Nemčija.
Poznan je po svoji delitvi cerebralnega korteksa na 52 arealov glede na njihovo (različno) celično zgradbo in funkcijo.